# Truskavets
Truskavets (ukrainska: Трускавець, translitterering Truskavets' uttal (fil); polska: Truskawiec) är en stad i Lviv oblast i Ukraina med omkring 28 000 invånare (2023).